# Коронація Миколи I у Варшаві

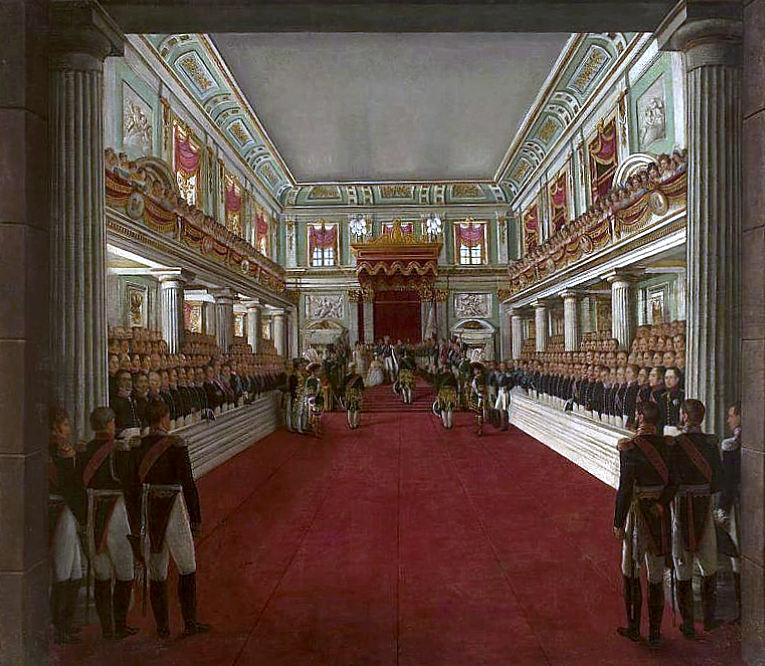
Антоній Бродовський, «Коронація імператриці та королеви Олександри Миколою I у Королівському замку у Варшаві 24 травня 1829»

Коронація Миколи I та його дружини Олександри Федорівни у Варшаві — перша та єдина коронація царя та його дружини у Царстві Польському. Відбулася 12 (24) травня 1829 у Сенаторському залі Королівського замку. Під час коронування використовувалася корона Анни Іоанівни (яка відтоді також називається «Польською»), оскільки всі корони Королівства Польського в 1795 за наказом Фрідріха Вільгельма III були вивезені в Пруссію і знищені.
У 1815, при приєднанні герцогства Варшавського, Олександр I ввів у Царстві Польському конституцію. У 1825, після смерті Олександра I, в ході придушення повстання декабристів Микола I став імператором і, згідно з польською конституцією, коронувався у Варшаві. Після придушення польського повстання 1831 конституцію Царства Польського скасовано.
Цікава історія з вибором коронаційного меча. Микола I не мав можливості використовувати відомий польський коронаційний атрибут меч «Щербець», який вважався знищеним прусською армією у 1795. Вибір припав на меч польського короля Яна Собеського, відомого своєю перемогою над турками у Віденській битві в 1683. Меч був захоплений російськими військами під час відступу польських легіонів Наполеона в 1813 і як трофей доставлений до Росії. Імператор надавав великого значення цьому мечу, польському гербу, і загалом коронаційним атрибутам. В архівній «Відомості регаліям та речам, що вирушають до Варшави» від 1829 він фігурує разом з імператорською короною, скіпетром, державою, двома ланцюгами ордена Білого Орла та державним прапором.
Стаття 45 Польської конституції 1815 гласила: «Всі Наші спадкоємці за престолом Царства Польського зобов'язані коронуватися Царями Польськими в столиці згідно з обрядом, який буде Нами встановлений, і присягати: «Обіцяюсь і присягаю перед Богом та Євангелією Конституційної Хартії всією Моєю владою». У 1832, після придушення повстання, імператор Микола I замінив Конституцію 1815 на Органічний статут.